# Colaptes rupicola
Colaptes rupicola là một loài chim trong họ Picidae.

## Hình ảnh

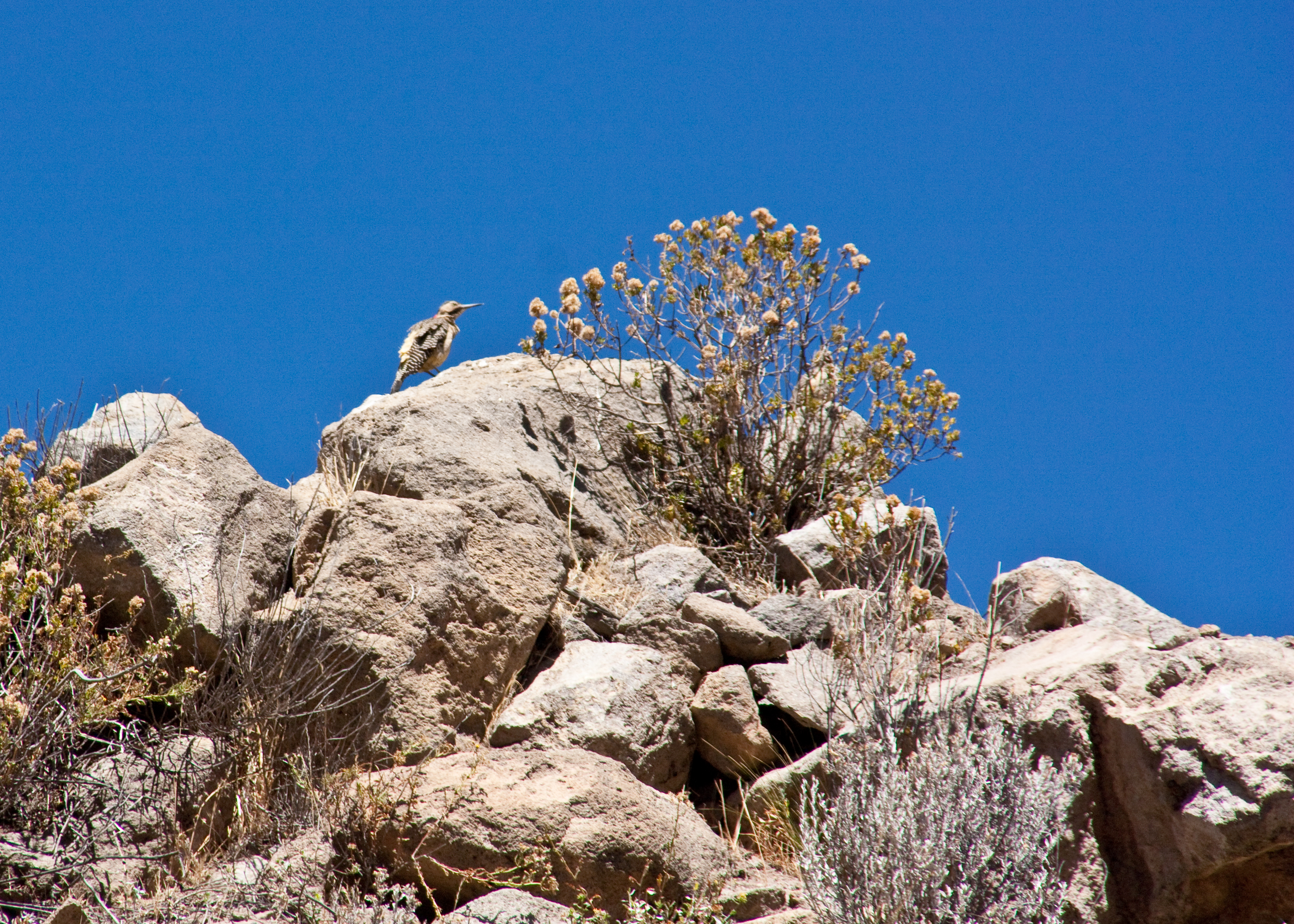
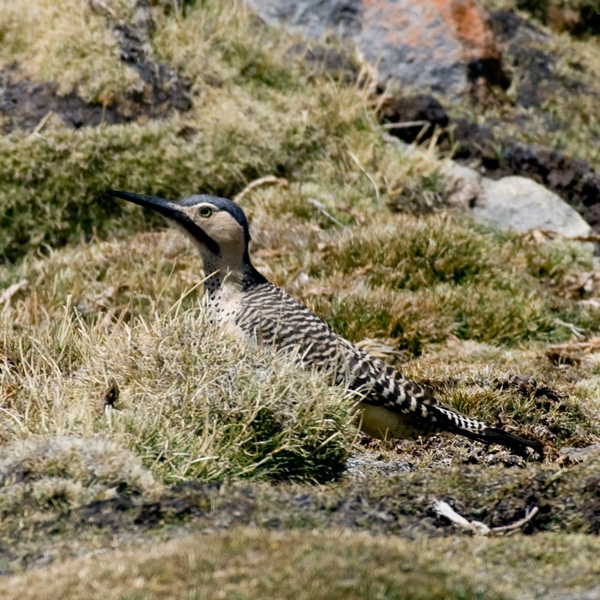